# Institucionalizmus (tudományfilozófia)
Az institucionalizmus tudományfilozófiai irányzatként, Laki János, magyar filozófus nevéhez köthető. A tudomány, mint kognitív intézmény című írásban a szerző egy olyan tudományfelfogás elfogadására tesz javaslatot, mely véleménye szerint megoldást kínálhat a már meghaladott tudományfelfogások kudarcainak orvoslására, s az elutasításuk következményeivel is képes számot vetni. Az institucionalista modell ambíciója, hogy adekvát magyarázatot adjon a tudomány kognitív sikerességére úgy, hogy a hagyományos jusztifikacionista tudományfelfogás elvetése ne vezessen relativizmushoz. Modelljében e sikerességet a tudományos intézmények működési elveire és gyakorlatára vezeti vissza.

## Az institucionalizmus főbb jellemzői

### Előzmények

#### Jusztifikacionizmus
A tudományos tudás előállításával és jellemzőivel kapcsolatban a XX. század közepéig jellemzően a nyugati individuális episztemológia eredményei voltak általánosan elfogadottak. A megismerés kizárólagos ágensének az individuális tudóst tekintették, aki elvileg képes  minden kísérletet, számítást, következtetést, megfigyelést elvégezni. A tudás szempontjából a tudósnak csak néhány kognitív funkcióját tekinteték fontosnak: az észlelés, következtetés, magyarázat- és fogalomalkotás kitüntetett jelentőségűnek számított. Mellőzték a felfedezéssel kapcsolatos empirikus kérdéseket, s az igazolás nyelvi-logikai feltételeit állították a középpontba.
Nem tartokkak igényt episztemológiai értelemben igazelméletek előállítására, célkitűzésük az egyre jobban igazolt elméletek előállítása volt.

### Externalizmus
Az institucionalizmus önmeghatározása szerint externalista irányzat, abban az értelemben, hogy "az immanens ismeretelméleti-módszertani normákat részben társadalmi tényezőkkel helyettesíti."
Ugyanakkor Laki szerint ez nem vezet relativizmushoz, mert a modell nem az individuális megismerőt, nem is az elszigetelt kiscsoportot állítja középpontba, hanem a jelenleg működő tudósok összességét. Az ún. globális tudomány létrejöttével új helyzet teremtődött a tudományos világban: "a nagy viták ugyanazokban a vezető folyóiratokban, nemzetközi konferenciákon, transzkontinentális projektekben, azaz egyazon szellemi térben és nyelven zajlanak" Vagyis, bár érvényesülnek a tudományban társadalmi hatások (normák, észlelési beállítódások, hagyományok, standardok), ez mégsem okoz kiküszöbölhetetlen eltéréseket, mert a tudományt jelenleg egyetlen társadalom, jelesül a tudósok társadalma műveli. Laki szerint tehát a tudomány globalizálódása indokolja, hogy ilyen értelemben a jelenleg működő tudósok összességét egyetlen, jól körülhatárolható társadalmi csoportként kezeljék.

### Episztemológia
Az institucionalizmus ismeretelméleti szempontból is rendelkezik új vonással: míg a jusztifikacionalizmus hagyományosan az individuális tudóst tekintette kizárólagosan kognitív ágensnek, a tudásszociológia pedig a kollektívákat kísérelte meg ebben a szerepben kezelni; Laki modelljében a kognitív ágens szerepét az intézményekre osztja. A tudományt "egymást erősítő szálakból egybeszövődő, szabályozott tevékenységrendszerként fogja föl. Az intézmény konzervatív elvekre alapozott, működésének az ad biztonságot, hogy a bevált és kipróbált képzési, kutatási és ellenőrzési metódusokat preferálja."
Ismeretelméleti szempontból fontos vonása a modellnek, hogy explicite lemond az igazolás hagyományos episztemológiai követelményeiről, és azt vizsgálja, "hogyan oldódnak fel az efféle kérdések a kutatás komplex intézményrendszerében, hogyan érnek véget a magyarázatok egy racionálisan szervezett kollektív kognitív mechanizmus működésmódjának leírásában."
"Az ismeretelmélet klasszikus tudás definíciójának (a tudás igazolt igaz hit) három követelménye közül, a tudósnak a hagyományos ismeretelméleti értelemben vett igazolásról sok esetben le kell mondania, de mivel az institucionalista nem úgy tekint a tudományra, mint egymást igazoló és logikai következménykapcsolatokban álló állítások rendszerére, hanem mint szervezett kognitív tevékenységre, az igazolás kiesésével keletkező lyukat nem kényszerül tudományon kívüli indokokkal betömni. Az individuálisan mérlegelendő indokok helyébe intézményes működésmódot állít. Az elméletek igazsága vagy igazoltsága helyett, a tudást előállító intézmény működésének megbízhatóságára koncentrál.

### Időbeli relativizmus
"Semmi sem zárja ki a történeti korszakok közötti akár éles különbségeket, a relativizmus történeti változatát nem diszkreditálja a tudomány normarendszerének egységesülése. A tudományban (…) végbement változások azonban az egyidejű relativizmus ellen szólnak.

### A tudományos tudás
Az institucionalizmus a tudomány által előállított tudástartalmakat "a lehető legjobban ellenőrzött, azaz megbízható" állításokként kezeli. 
"Ez azonban nem jelenti azt, - érvel a szerző - hogy a tudomány által előállított tudásnak nincs kognitív értéke: a tudomány a tudásigények megítélésének emberileg megvalósítható, társadalmilag fenntartott legszigorúbb normarendszere, ezért az általa akkreditált tudás mindenkor az éppen elérhető lehetséges legmegbízhatóbb."